# Supersypnoides infernalis
Supersypnoides infernalis là một loài bướm đêm trong họ Noctuidae.